# انسحاب القوات الأمريكية من العراق (2020–2021)
في كانون الأول/ديسمبر 2019، بدأ العراق والولايات المتحدة مناقشة الانسحاب الجزئي للقوات العسكرية الأمريكية من العراق. في كانون الثاني/يناير 2020، وبعد تصاعد التوترات بين الولايات المتحدة وإيران (أزمة الخليج العربي 2019–20)، أقر مجلس النواب العراقي إجراء غير ملزم لطرد جميع القوات الأجنبية من العراق، بما في ذلك القوات الأمريكية والإيرانية. وبعد التصويت، رفض الرئيس الأمريكي دونالد ترامب في البداية الانسحاب من العراق. في آذار/مارس 2020، بدأ التحالف الذي تقوده الولايات المتحدة نقل القواعد إلى قوات الأمن العراقية، مشيراً إلى التطورات التي حدثت في عملية العزم الصلب التي استمرت عدة سنوات ضد تنظيم الدولة الإسلامية في العراق والشام (داعش). وحتى 4 أبريل/نيسان 2020، تم نقل أربع قواعد. كما تم سحب بعض القوات بسبب انتشار وباء فيروس كورونا في العراق.

## المعلومات الاساسية
معلومات اضافية التدخل العسكري الدولي ضد تنظيم الدولة الإسلامية (داعش) وأزمة الخليج العربي 2019–20

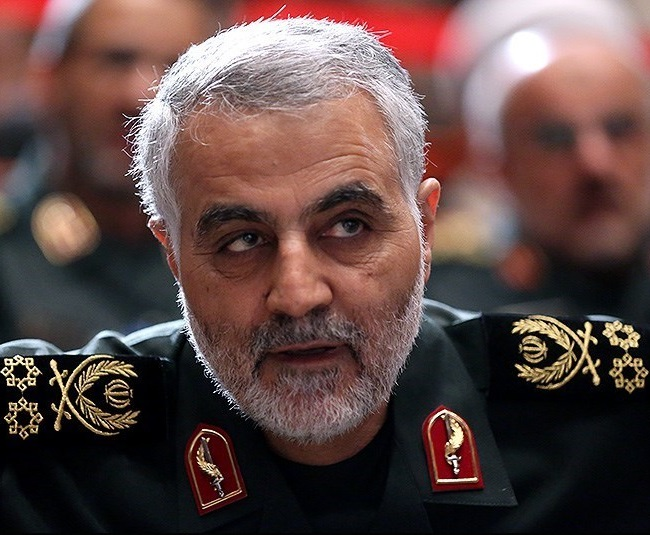
وندد العراق بمقتل الجنرال الايراني قاسم سليماني على يد الولايات المتحدة معتبرا انه انتهاك لسيادته..

أكملت الولايات المتحدة اتفاق انسحاب القوات الأمريكية من العراق في ديسمبر 2011، في ختام حرب العراق.
في يونيو/حزيران 2014، شكلت الولايات المتحدة فرقة العمل المشتركة المشتركة - عملية العزم الصلب (CJTF-OIR) وتدخلت مرة أخرى بناء على طلب الحكومة العراقية بسبب صعود تنظيم الدولة الإسلامية في العراق والشام. 
في مايو/أيار 2019، تعرضت أربع سفن تجارية لهجوم في خليج عمان. تصاعدت التوترات بين الولايات المتحدة وإيران، بعد أن ألقت الولايات المتحدة باللوم على الحرس الثوري الإسلامي الإيراني في الحادث.  في يونيو/حزيران 2019، وقع حادث مماثل تقريبا لسفينتين تجاريتين.  في ديسمبر/كانون الأول 2019، بدأت الولايات المتحدة في مناقشة خطط الانسحاب من قواعد معينة مع العراق.وفي الشهر نفسه، هوجمت القاعدة الجوية K-1، مما أسفر عن مقتل أمريكي واحد وستة إصابات. زعمت الولايات المتحدة أن حزب الله، وهو جماعة إيرانية وكيلة، كان مسؤولاً عن الهجوم. ردت الولايات المتحدة بشن غارات جوية في العراق وسوريا ضد مواقع حزب الله.
في 31 ديسمبر/كانون الأول 2019 وحتى 1 يناير/كانون الثاني 2020، تعرضت السفارة الأمريكية في بغداد لهجوم ردا على الغارات الجوية. في 3 يناير/كانون الثاني 2020، شنت الولايات المتحدة غارة جوية أسفرت عن مقتل اللواء الإيراني قاسم سليماني ونائب قائد هيئة الحشد الشعبي أبو مهدي المهندس.  احتج العراق على أن الغارة الجوية انتهكت سيادتهم. في 5 يناير/كانون الثاني 2020، صوّت مجلس النواب العراقي على إلزام الحكومة العراقية بالعمل على إنهاء وجود جميع القوات الأجنبية على الأراضي العراقية." رد الرئيس الأمريكي دونالد ترامب على القرار بالتهديد بفرض عقوبات على العراق.

## الانسحاب

### كانون الثاني/يناير 2020: رفض الولايات المتحدة المبدئي للانسحاب
في 5 يناير/كانون الثاني 2020، صوّت مجلس النواب العراقي على إلزام الحكومة العراقية بالعمل على إنهاء وجود جميع القوات الأجنبية على الأراضي العراقية." لم يكن من الواضح ما إذا كان القرار ملزماً ولم يتم تحديد جدول زمني للانسحاب. قال قيس الخزعلي، زعيم "عصائب أهل الحق"، "إذا لم تغادر [القوات الأمريكية]، فعندئذ ستعتبر قوات احتلال." وفقاً لرسالة بعث بها قائد أمريكي رفيع المستوى إلى المسؤولين العراقيين في 6 يناير/كانون الثاني 2020، فإن الولايات المتحدة قد تكون تستعد لسحب قواتها"، ولكن بعد فترة من الوقت رئيس هيئة الأركان المشتركة الجنرال مارك ميلي. أعلن أنه كان مشروع المرسلة من قبل «خطأ صادق.» 
في 8 كانون الثاني/يناير 2020، أطلقت إيران «عملية الشهيد سليماني»، وشنت ضربات صاروخية ضد القوات الأمريكية المتمركزة في العراق.  عانى 110 من الأفراد العسكريين الأمريكيين من إصابات دماغية مؤلمة. وردت الولايات المتحدة بالإصرار على بقاء قواتها في العراق.  وفي حديثه عن الانسحاب، قال ترامب «في مرحلة ما، نريد الخروج. ولكن هذه ليست النقطة الصحيحة.»  بعد يومين، كرر عبد المهدي التأكيد على أن جميع القوات الأجنبية يجب أن تنسحب من العراق، بما في ذلك إيران.
في 24 يناير/كانون الثاني 2020، سار المتظاهرون العراقيون للمطالبة بسحب القوات الأمريكية. وبسبب المخاوف الأمنية، أعلنت بعض دول حلف شمال الأطلسي بما في ذلك كندا وألمانيا وكرواتيا وسلوفاكيا أنها تأخذ قوات هاوية من العراق، على الأقل مؤقتاً.

### آذار/مارس 2020 - حتى الآن: عمليات نقل القاعدة وجائحة COVID-19

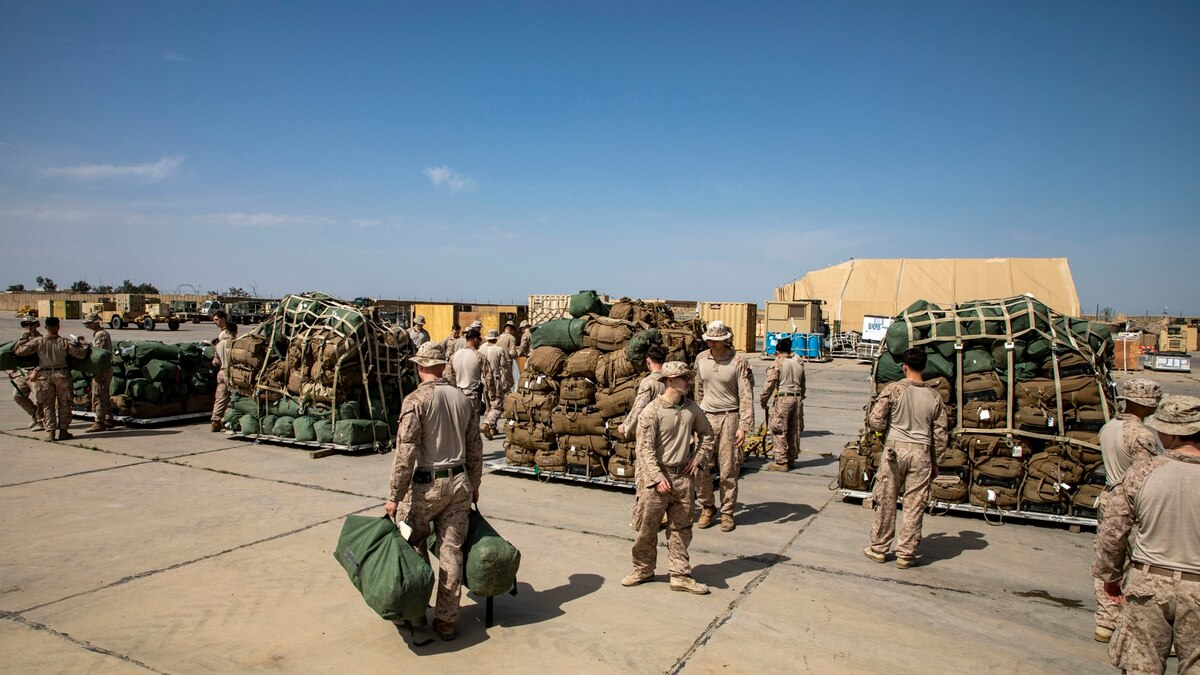
الكتيبة الثانية، مشاة البحرية السابعة يحزمون العتاد للانسحاب من القاعدة الجوية.

في 11 آذار/مارس و14 آذار/مارس 2020، تعرض معسكر التاجي لهجوم، يُفترض أن حزب الله قد هاجمه، مما أسفر عن مقتل ثلاثة من أفراد التحالف. ردت الولايات المتحدة على الهجوم الأول على معسكر التاجي باستهداف خمسة منشآت لتخزين الأسلحة في حزب الله بغارات جوية. في 19 مارس/آذار 2020، نُقلت قاعدة القائم بالقرب من الحدود العراقية السورية من قوات التحالف إلى قوات الأمن العراقية. وقال اللواء العراقي تحسين خفاجي «هذه هي الخطوة الأولى لانسحاب القوات الأمريكية من العراق.» في 20 مارس 2020، أكدت قوة المهام المشتركة أن بعض القوات ستنسحب من العراق بسبب وباء الفيروس التاجي. وفي نفس اليوم، أمرت القيادة المركزية للولايات المتحدة بـ 14 يوماً لمنع أي قوات أمريكية من دخول العراق وأفغانستان أو مغادرتهما بسبب الوباء.
وكانت القاعدة الثالثة التي ستنقلها الولايات المتحدة في كركوك. في 4 أبريل/نيسان 2020، نقل التحالف قاعدة التقوى الجوية، مما يجعلها القاعدة الرابعة التي يتم نقلها إلى القوات العراقية.  وفي بيان صحفي، كررت قوة المهام المشتركة أن عمليات النقل الأساسية كانت مخططة مسبقاً و«لا علاقة لها بالهجمات الأخيرة ضد القواعد العراقية التي تستضيف قوات التحالف، أو الوضع الجاري في العراق COVID-19.» وقد خطط تنظيم الدولة الإسلامية في العراق والشام للاستفادة من الفراغ في الصحراء السورية الناجم عن انسحاب القوات الأمريكية المعجل بالفيروسات التاجية.